# 悠渚佳代
悠渚 佳代（ゆうなぎ かよ、1976年5月9日 - ）は、日本の女性声優。北海道出身。81プロデュース所属。

## 人物
趣味・特技は水泳。

## 出演

### テレビアニメ
1999年
- KAIKANフレーズ（ファン、女子大生1、観客 他）

2000年
- ゾイド -ZOIDS-（子供たち）

2001年
- 激闘!クラッシュギアTURBO（佐々木ダイスケ）
- サラリーマン金太郎（金太郎〈小学生〉、女子社員1、ママ、晴美、暴走族女、キヨスクおばさん 他）
- ポケットモンスター（ディグダ、老婆）

2005年
- ガラスの仮面<2005年度版>（大友静香）
- ゾイドジェネシス（2005年 - 2006年、ジェダ、ジャラベル）

2006年
- ロックマンエグゼBEAST（母A）

2007年
- きらりん☆レボリューション（おばさん、おばあさん客）
- D.Gray-man（主婦B）

2008年
- イナズマイレブン（2008年 - 2010年、下鶴改）
- ゴルゴ13（女性社員）

2018年
- イナズマイレブン アレスの天秤（下鶴改）

### ゲーム
- イナズマイレブン2 脅威の侵略者（2009年、下鶴改）
- イナズマイレブン ストライカーズ（2011年 - 2012年、下鶴改） - 3作品[一覧 1]

### 吹き替え

#### 映画
- 遺体安置室 -死霊のめざめ-
- ステイ（若いレサム夫人）
- ドゥードルボップス

#### テレビドラマ
- コールドケース（フラニー）
- プリズン・ブレイク（サマンサ・ブリンカー）
- メントーズ 世界の偉人たちからのメッセージ

#### アニメ
- ダグ（1999年） - ニコロデオン・シリーズ版
- おまかせ!プルーデンスおばさん（2001年、アリス）
- 超人ハルク（2006年） - 1996年製作

### パチンコ・パチスロ
- 茉莉花の剣（2010年、桐矢巴）
- シンデレラブレイド（2012年、アーデルハイト）

### シリーズ一覧
1. ↑  『ストライカーズ』『2012エクストリーム』（2011年）、『GO 2013』（2012年）